# Arbeitsgericht Kelheim
Das Arbeitsgericht Kelheim war ein bayerisches Arbeitsgericht mit Sitz in Kelheim.

## Geschichte
Gemäß Arbeitsgerichtsgesetz vom 23. Dezember 1926 wurden in Deutschland Arbeitsgerichte gebildet. Diese waren nur in der ersten Instanz organisatorisch selbstständige Gerichte, die Landesarbeitsgerichte waren den Landgerichten zugeordnet. Am Landgericht Regensburg entstand so 1927 das Landesarbeitsgericht Regensburg als eines von 23 Landesarbeitsgerichten in Bayern. In Kelheim entstand das Arbeitsgericht Kelheim als eines von sieben Arbeitsgerichten des Landesarbeitsgerichts. Sein Sprengel umfasste den des Amtsgerichtes Kelheim. Es bestand eine allgemeine Kammer für Arbeiter und Angestellte und eine Kammer für das Handwerk.
Bereits 1929 wurde die Zahl der Arbeitsgerichte deutlich reduziert. Sowohl das Landesarbeitsgericht Regensburg als auch das Arbeitsgericht Kelheim wurde zum 1. Januar 1930 aufgehoben. Die Aufgaben des Arbeitsgerichts Kelheim übernahm das Arbeitsgericht Regensburg und dieses war nun dem Landesarbeitsgericht Nürnberg zugeordnet.